# Georg von Winterfeld
Georg von Winterfeld (* 23. April 1580 in Dallmin, Prignitz; † 1. Dezember 1657 in Freyenstein) war kurbrandenburgischer Geheimer Rat, Landvogt der Neumark, Komtur zu Schivelbein, Senior bzw. Herrenmeister der Ballei Brandenburg des Johanniterordens. Als Herr der Herrschaften Dallmin, Neuhausen, Freyenstein, Vahrnow, Neuendorf, Kehrberg, Klein Linde usw. einschließlich aller Kirchenpatronate, hohe und niedere Gerichtsbarkeit, hohe und niedere Jagd zählte er zu den einflussreichsten und vermögendsten Herren Brandenburgs.

## Leben
Georg von Winterfeld erhielt für damalige Zeiten eine streng wissenschaftliche Erziehung, wie schon zuvor sein Vater Detloff von Winterfeld (1527–1611). Georg studierte an der Universität Wittenberg und schloss dem Studium mehrere Bildungsreisen an.
Trotz der aufkommenden Wirren des Dreißigjährigen Krieges erließ er für seine Herrschaften 1621 Gerichtsordnungen und ließ seine umfangreichen Besitzungen und Ämter durch eigene Beamte, wie Winterfeld’sche Richter, Vögte und Amtmänner verwalten.
1597 wurde Winterfeld zum Johanniterritter geschlagen und als Komtur zu Schievelbein in der Neumark eingesetzt. Dort nahm er größere Umbauten an der Kirche und dem Schloss vor. Seit 1627 übernahm er als Landvogt die Verantwortung für die Neumark. Diese Funktion bekleidete bereits sein Vater zuvor, der ebenfalls Komtur von Schievelbein und Kommendator des Johanniterordens war. Im Vorfeld wurde Georg von Winterfeld zum kurbrandenburgischen Geheimen Rat ernannt.
Der Dreißigjährige Krieg und die Pest verwüsteten nicht nur die Neumark und Schievelbein, sondern auch seine Prignitzer Besitzungen, die er mühevoll wieder aufbaute. 1642 trat Georg von Winterfeld die vakante Stelle des Herrenmeisters des Johanniterordens an und übernahm als Senior des Ordens den schwierigen Wiederaufbau der Ordensbesitzungen. Dies musste ihm im Rahmen der Wirren jener Zeit recht gut gelungen sein, sodass der Orden wieder in der Lage war, bedeutende finanzielle Rückstände anteilig zu begleichen. Er sorgte auch für seine Nachfolge im Orden und setzte am zentralen Ordenssitz Sonnenburg die Wahl des Johann Moritz Fürst von Nassau-Siegen, kurbrandenburgischer Geheimer Rat, Statthalter von Kleve, als neuen Herrenmeister durch. Zuvor schlug Winterfeld den Fürst von Nassau zum Johanniterritter.
Winterfeld ließ sich danach auf seine Prignitzer Besitzungen nieder, wo er 1657 auf Schloss Freyenstein verstarb.